# 塞罗·卡纳帕山
塞罗·卡纳帕山（Cerro Cañapa）是玻利维亚靠近智利边境的一座山脈，海拔5882米。埃迪翁達湖位於塞罗·卡纳帕山附近。这座山由安山岩和英安岩构成。